# ミッコ・ハルキン
ミッコ・ハルキン（ミッコ・サカリ・ハルキン、Mikko Sakari Härkin、1979年5月25日 - ）は、Sonata Arcticaに在籍していたことで知られるフィンランド出身のキーボディスト。

## 来歴

### Kenziner時代
Sonata Arctica加入後からメロディック・メタルファンを中心にその名を知られる様になるが、加入前にはKenzinerというバンドに在籍していた経験を持つ。このKenzinerはフィンランド人ギタリストによるネオクラシカルメタルのプロジェクトであり、ミッコは2ndアルバムの時から専任キーボディストとして加入した。しかし、現在は諸事情により活動を休止している。

### Sonata Arctica時代
Kenzinerを脱退後、レコード会社から『Sonata Arcticaに加入しないか』という話を持ちかけられ、2000年の始めに加入。その後、StratovariusとRhapsodyとのツアーやSonata Arcticaの2ndアルバム『Silence』などで活躍する。しかし、メンバー達との友好的な関係を築けないこと、長期にわたるツアーによる疲労もあり、2002年9月に脱退を決意する。また2002年にリリースされた、ティモ・コティペルト(ストラトヴァリウスのボーカリスト)のソロアルバム『Waiting For The Dawn』にも参加した。

### Sonata Arctica脱退〜現在
Sonata Arctica脱退後は、ミッコが敬愛するYngwie Malmsteenからツアーメンバーの誘いもあったが、前述の通り、ミッコは長期にわたるツアーを嫌がっていたこともあり、誘いを断った。
その後、ミッコは自身のバンドWingdomを結成する。ベーシストに元Rhapsodyのアレッサンドロを迎え入れ、体制を確立。そして2005年の春にデビューを果たす。しかし、その後ミッコ自身は、Wingdomから脱退し、それからWingdom自体も解散した。
また2005年には、ディバインファイアの2ndアルバム『Hero』にゲストで参加した。また、その縁からか、ディヴァインファイアの中心人物のヤニ・ステファノヴィックが中心人物であるエッセンス・オブ・ソロウに加入した。また、自身のバンドMehidaを結成する。更に、2008年からは、ヤニ・ステファノヴィックが参加する、スウェーデンのメロディックデスメタルバンドのソリューション .45に加入した。ただ、1stアルバムには参加したものの、Mehidaの活動を理由に2010年にソリューション .45から脱退している。そのため、同アルバムにはゲストメンバーとしてクレジットされた。
更に、2009年からは元ソナタ・アークティカのギタリスト、ヤニ・リーマタイネンと共に、Cain's Offeringでの活動を始めている。
2010年、元アングラ、シャーマンのアンドレ・マトス、元ストラトヴァリウスのヤリ・カイヌライネン、元ストラトヴァリウスのティモ・トルキ、元ハロウィン、ガンマ・レイのウリ・カッシュらと共にパワーメタルバンド、Symfoniaを結成。2011年春にアルバムをリリースしている。

## ディスコグラフィー
レコードレーベルおよび規格品番は、日本盤のものである。日本盤未発売のものについては、表記していない。

### Kenziner
- Prophecies（ビクターエンタテインメント, VICP-60954）

### Sonata Arctica
- Successor（アヴァロン・レーベル, MICP-10201, 廃盤）
- Silence（アヴァロン・レーベル, MICP-10247）
- The Songs of Silence / Live in Tokyo 2001（アヴァロン・レーベル, MICP-10290）

### Wingdom
- Reality（ビクターエンタテインメント, VICP-63054）

### Essence of Sorrow
- Reflections of the Obscure (キングレコード, KICP-1193)

### Mehida
- Blood & Water
- The Eminent Storm

### Cain's Offering
- Gather the Faithful (アヴァロン・レーベル, MICP-10851)

### Symfonia
- In Paradisum (アヴァロン・レーベル, MICP-10980)

### その他（ゲスト参加など）
- Waiting For The Dawn（アヴァロン・レーベル, MICP-10315）/ Kotipelto
- Hero（キングレコード, KICP-1097）/ Divinefire
- For Aeons Past （アヴァロン・レーベル, MICP-10910） / Solution .45